# Пламен Славов
Пламен Василев Славов е български политик, народен представител от „Коалиция за България“ в XXXVIII, XL и XLII народно събрание. По професия е историк – магистър по История от Великотърновския университет „Св. св. Кирил и Методий“. През 1991 г. в Института по религиознание и атеизъм към Академията за обществени науки при ЦК на КПСС защитава дисертация на тема: „Особенности религиозности семьи болгар-мусульман: сущность, состояние и процессы (на материалах Среднеродопского региона)“ и става кандидат на философските науки. От 2005 г. е преподавател във Философско-историческия факултет на Пловдивския университет „Паисий Хилендарски“. Владее руски език.
Пламен Василев Славов е избран за народен представител от 17-и МИР – Пловдив-окръг. Той е член на:
- Парламентарната комисия по образованието и науката (от 24 август 2008 г.);
- Парламентарната комисия по правата на човека и вероизповеданията (от 24 август 2005);
- Делегацията на Интерпарламентарната асамблея по православие (от 7 февруари 2007 г.).

Председател е на Групата за приятелство с Украйна; заместник-председател е на Групата за приятелство с Русия към XL народно събрание.
На 12 февруари 2009 г. Пламен Славов е избран за заместник-председател на Областния съвет на БСП в Пловдив. Той отговаря за коалиционната политика на социалистите в Пловдивска област.
Заместник-министър на културата в служебното правителство на Гълъб Донев.